# Чёрный список
Чёрный список — список лиц или других сущностей, которые по каким-либо причинам признаны недружественными по отношению к субъекту (составителю). В более узком смысле — список лиц или других сущностей, которым отказано в конкретном праве, привилегии или действии.

## В экономике
Компании или государственные учреждения могут составлять списки недобросовестных партнёров и впоследствии отказываться вести с ними дела или предлагать более жёсткие условия. Такие чёрные списки могут быть сделаны достоянием гласности с целью обезопасить других, таким образом, компании в чёрном списке оказываются в изоляции.

## В международном праве
В иммиграционной практике многих стран, например, Шенгенского соглашения, лицам, высланным из страны за правонарушения, может быть отказано в последующих визитах без объяснения причин. См. также Персона нон грата.

## Информационные технологии
Чёрный список в информационных технологиях — используется как реализация списков доступа. Всем объектам разрешается пользоваться ресурсом, а объектам, находящимся в чёрном списке, — запрещается (бан-лист).
Более часто употребляемой альтернативой является Белый список — по умолчанию всем запрещено, а объектам, которые есть в белом списке, разрешено пользоваться ресурсом. Возможно их комбинирование.
Также в программировании: например, по чёрному списку могут проверятся запросы к базе данных, формируемых с использованием пользовательских данных, на наличие внедрения зловредного кода злоумышленником. Либо по чёрному списку могут проверятся данные при передаче из защищённого хранилища и проверка выполняется на определение утечки конфиденциальной информации.

### В телефонии
Функция «чёрный список» позволяет блокировать звонки, поступающие на телефон с определённых номеров. Неугодные абоненты заносятся в чёрный список и звонки с их номеров не проходят.

Создать чёрный список номеров можно в масштабах офисной АТС, также эту функцию поддерживает большинство современных мобильных телефонов. Кроме того, услугу «чёрный список» предоставляют своим абонентами такие известные мобильные операторы, как МТС, Билайн, Скай Линк и Мегафон, а также большинство операторов IP-телефонии.

### В Интернете
Термин «Чёрный список» может относиться к пользователям, которым, вследствие неоднократного нарушения правил установленных на определённом сайте, запрещено им пользоваться. Такие списки могут содержать E-mail или IP-адреса, регистрация пользователей с которых запрещена. Как правило, эта мера применяется при неоднократном нарушении условий пользования сайтом. Также может называться бан-листом, а занесённый в него называется забаненным (заблокированным).
У учётной записи в социальной сети бывает список пользователей, которым запрещено просматривать какие-нибудь данные, связанные с учётной записью, а также писать сообщения её владельцу.
Чёрные списки файлов (например, в виде контрольных сумм) используются для блокирования отправления (например, в форум или чат) определённых файлов, или сообщений, содержащих определённые слова или гиперссылки. Свой чёрный список есть в Википедии
По чёрному списку может блокироваться доступ к сайтам, подозреваемых в недобросовестном поведении — например, распространении вирусов или фишинге,, а также содержащих запрещённую к распространению информацию (например, Единый реестр запрещённых сайтов в России).

## Сопутствующие термины
Белый список — список разрешённого. Используется, когда всё, что не разрешено, запрещено, либо как список безусловно разрешаемого — например исключений из чёрного или серого списка.
Серый список — промежуточный вариант; например, серый список в блокировке спама.

## Альтернативные названия
Банлист — см. выше.

### Английский язык
C 2020 года в связи с негативной коннотацией в англоязычных вариантах терминов — blacklist/whitelist — у англ. black (чёрный) и позитивной у white (белый), используемых также как названия рас, многие американские компании заменяют их другими типа blocklist/allowlist («список блокировок/разрешений»), denylist/allowlist («список запрещенных/разрешённых»), bad/goodlist («список плохих/хороших»).